# Tooniverse
Tooniverse är en sydkoreansk barnkanal, som ägs av CJ E&M.
2014 tillkännagavs det att Tooniverse kommer att skapa en ny TV-serie som heter The Haunted House (신비아파트).[källa behövs] 2016 tillkännagavs att Tooniverse kommer att skapa The Haunted House: The Secret of the Ghost Ball' .[källa behövs] 2017 är den nya säsong 2 del 1 och del 2 2018 The Haunted House: The Birth of Ghost Ball X.[källa behövs] 2020 meddelade Tooniverse att det skulle bli säsong 3 i serien är The Haunted House: Ghost Ball Double X del 1 och del 2. År 2021 hade den nya säsongen 2021 premiär 1 september kallas The Haunted House: Ghost Ball Z.